# Taca (wiersz)
Taca (ang. Tray) – wiersz angielskiego poety Roberta Browninga, czołowego przedstawiciela epoki wiktoriańskiej.

## Charakterystyka ogólna
Omawiany utwór składa się z dziewięciu zwrotek pięciowersowych. Pod względem gatunkowym można go zakwalifikować jako balladę. Pochodzi on z tomiku „Dramatic Idylls” (1879).

## Forma
Utwór został napisany strofą rymowaną aabba. Ten układ współbrzmień jest bardzo popularny w literaturze angielskiej, ponieważ w ten sposób rymują się limeryki. W roli tworzywa wierszowego wystąpił czterostopowy jamb. Ta miara wiersza jest typowa dla angielskiej ballady. Występuje ona między innymi u Samuela Taylora Coleridge’a w Rymach o starym marynarzu.
A beggar-child' (let's hear this third!)
Sat on a quay's edge: like a bird
Sang to herself at careless play,
And fell into the stream. 'Dismay!
Help, you the standers-by!' None stirred.

## Treść
Utwór ma charakter opowieści ramowej. Ktoś, zapewne władca, zwraca się do swoich bardów, żeby opowiedzieli mu jakąś zajmującą historię. Pierwszy z poetów zaczyna opowieść o bohaterskim rycerzu Olofie, ale słuchacz przerywa mu wpół strofy. Drugi z rymotwórców snuje historię jakiegoś bohatera, który stanął nad urwiskiem i spogląda w głęboką przepaść, grożącą mu śmiercią, ale i ta narracja spotyka się z dezaprobatą odbiorcy. Wreszcie trzeci bard rozpoczyna opowiadanie (a poeta podkreśla, że warto go słuchać), o tym, jak dziecko żebraka, siedzące na brzegu rzeki i beztrosko sobie śpiewające, przez nieuwagę wpadło do wody. Nikt ze stojących dookoła ludzi nie ruszył się, żeby mu pomóc. Obawiali się oni zaryzykować życie dla cudzego dziecka, myśląc o własnych dzieciach i żonach. Wtedy, wiedziony naturalnym instynktem, pies skoczył do wody i zanurkował w poszukiwaniu dziecka. Po chwili wynurzył się, trzymając je zębami za ubranie, co gapie przyjęli oczywiście z aplauzem. Pies, wyłowiwszy dziecko, zanurkował po raz drugi, ku zastanowieniu ludzi, dziwiących się, po co zwierzę znowu pogrąża się w falach. 
Up he comes with the child, see, tight
In mouth, alive too, clutched from quite
A depth of ten feet—twelve, I bet!
Good dog! What, off again? There's yet
Another child to save? All right!
Po krótkim czasie okazało się, że pies – imieniem Tray, czyli Taca – wydobył na powierzchnię należącą do dziecka lalkę.
Here lie comes, holds in mouth this time
—What may the thing be? Well, that's prime!
Now, did you ever? Reason reigns
In man alone, since all Tray's pains
Have fished—the child's doll from the slime!
Kiedy pies zamierzał się oddalić, jakiś człowiek, prawdopodobnie uczony, stwierdził, że badanie mózgu zwierzęcia odpowie na pytanie, jak działa jego umysł w tej sytuacji. Ten ktoś polecił schwytać psa i dostarczyć go jemu, by mógł, na drodze wiwisekcji, przekonać się, gdzie mieści się psi rozum. 
John, go and catch—or, if needs be,
Purchase that animal for me!
By vivisection, at expense
Of half-an-hour and eighteen pence,
How brain secretes dog's soul, we'll see!
Utwór Browninga kojarzy się z Romantycznością Adama Mickiewicza. Ponury jegomość, który chce ciąć psa żywcem, wierzy w swoje „szkiełko i oko” i jest gotów doprowadzić do śmierci zwierzęcia, żeby się dowiedzieć, jak funkcjonuje jego intelekt.
Utwór oparty jest na autentycznym zdarzeniu. W dzieciństwie poeta miał psa o imieniu Taca. Pisze o tym w wierszu „Development” z tomiku Asolando.
Wiersz Browninga jest satyryczny, czy wręcz sarkastyczny wobec dziewiętnastowiecznych scjentystów, którzy uważali, że wszystko da się zmierzyć, zważyć i opisać w naukowy sposób. Tymczasem nowsze ustalenia naukowe, jak choćby zasada nieoznaczoności Heisenberga, potwierdziły, że świat realny wymyka się wszelkim próbom całościowego ujęcia go ze stuprocentową precyzją. Poeta z niechęcią odnosi się do uczonych, którzy traktują zwierzęta nie jak istoty żywe, ale jak przedmioty martwe. Sceptycznie podchodzi do naukowców, którzy pojmują funkcjonowanie ludzkiej lub zwierzęcej psychiki na sposób mechaniczny, czysto biologiczny lub chemiczny.
Wiersz Browninga wspominają między innymi Beryl Gray i Katharine Rogers.

## Przekład
Analizowany utwór przełożył na język polski Juliusz Żuławski.